# План святого Галла

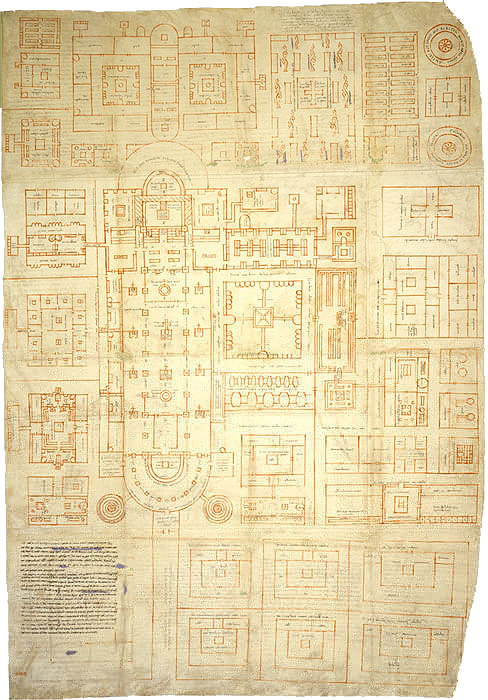
План из Санкт-Галлена

План из Санкт-Галлена — это известный средневековый рисунок идеальной модели монастыря, созданный в начале IX века. Это единственный архитектурный рисунок от падения Западной Римской империи в V веке до XIII века на территории латинской Европы. План считается швейцарским национальным достоянием и до настоящих дней возбуждает живой интерес среди историков, искусствоведов и архитекторов за свою оригинальность, красоту и возможность взглянуть на раннюю средневековую культуру. Создан в библиотеке монастыря святого Галла.
План изображает бенедиктинский монастырь со всеми постройками, которые должны были быть в монастыре (церкви, дома, конюшни, кухни, мастерские, пивоварни, больницы и т. д.). План не изображает какой-то конкретный монастырь, как предполагалось раньше; некоторые особенности выражают только отношения между отдельными постройками, на практике это бы противоречило архитектурным реалиям того времени.
План нарисован в скриптории в Райхенау в 830-х годах и посвящен Гозберту (Gozbertus), настоятелю Санкт-Галлена с 816 по 836 годы.
План возник на пяти сшитых пергаментах (113 х 78 см), постройки нарисованы красными чернилами, подписи коричневыми (речь идёт о 350 частично рифмующихся подписях, сделанных двойным письмом). Со стороны есть посвящение настоятелю Гозберту. План сделан в необычном масштабе 1:192. С задней стороны в 12 веке была дописана «Жизнь святого Мартина» от Сульпиция Севера.
С планом связаны некоторые неясности: например считается, что сейчас имеется только копия потерянного оригинала, или существует дискуссия о том, если это работа одного человека или над этим работал весь монастырский состав.

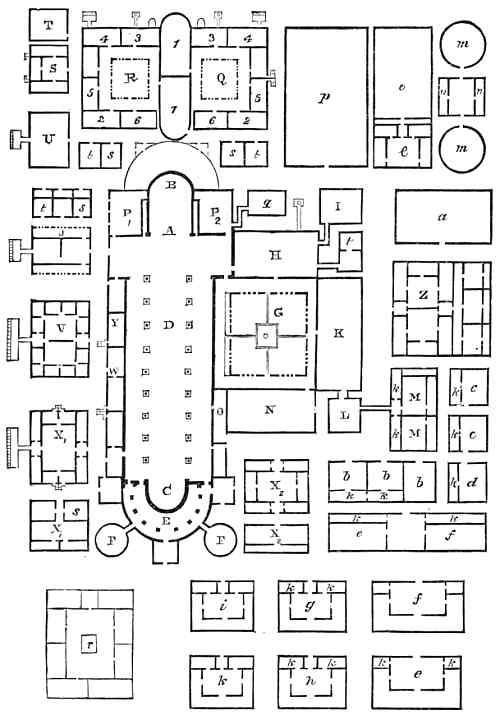
Схема плана

План является ценным источником информации о средневековой жизни. Например, в столовой нет отопления, потому что монахи не должны были чувствовать слишком много радости от еды, или в спальной для 120—150 монахов, их гостей и посетителей было больше туалетов, чем мы привыкли видеть в современности.
Уолтер Хорн и Эрнест Борн в 1979 году опубликовали трёхтомную работу «План святого Галла». Она считается самой подробной по данной теме. По Хорну план был копией оригинального оттиска идеального монастыря, созданного в течение двух Каролингских реформирующих синодов в Ахене в 816—817 годах. Целью этих синодов было создание сети бенедиктианских монастырей в Каролингской империи, которые бы были преградой пришествию кельтской культуры из Британии и Ирландии.
По этому плану уже было создано множество моделей. В 1965 году Эрнест Борн и товарищи создали модель для выставки «Эпоха Карла Великого» в Ахене. Эта модель стала основой ряду последующих. Последний раз модель была создана при помощи ПО CAD.